# Bell V-280 Valor
El Bell V-280 Valor es una aeronave militar polivalente, catalogada como convertiplano o aeronave de rotores basculantes, que tiene tanto capacidad de despegue y aterrizaje verticales (VTOL), como de despegue y aterrizaje cortos (STOL). Ha sido desarrollado por Bell y Lockheed Martin para el programa Future Vertical Lift (FVL) del Ejército de los Estados Unidos. El avión se presentó oficialmente en el Foro y Exposición Profesional Anual de la Asociación de Aviación del Ejército de Estados Unidos (AAAA) de 2013 en Fort Worth, Texas. El V-280 realizó su primer vuelo el 18 de diciembre de 2017 en Amarillo, Texas.
El 5 de diciembre de 2022, el V-280 fue elegido por el Ejército de los EE. UU. como ganador del programa Future Long-Range Assault Aircraft para reemplazar al Sikorsky UH-60 Black Hawk.

## Desarrollo
En junio de 2013, Bell Helicopter anunció que el diseño del V-280 Valor había sido seleccionado por el Ejército de los EE. UU. para la fase del Demostrador tecnológico (TD) de funciones múltiples conjuntas (JMR). La fase JMR-TD es la demostración tecnológica precursora de Future Vertical Lift (FVL). El Ejército clasificó la oferta como una propuesta de Categoría I, lo que significa que es una propuesta bien concebida, científica o técnicamente sólida pertinente a las metas y objetivos del programa con aplicabilidad a las necesidades de la misión del Ejército, ofrecida por un contratista responsable con el apoyo del personal científico y técnico competente. recursos necesarios para lograr los resultados. Se esperaba que los contratos JMR-TD se adjudicaran en septiembre de 2013, con vuelos programados para 2017.
En septiembre de 2013, Bell anunció que se asociaría con Lockheed Martin para desarrollar el V-280. Lockheed proporcionará aviónica, sensores y armas integrados a la aeronave. Se anunciaron socios adicionales en los meses siguientes, incluidos Moog Inc. para los sistemas de control de vuelo, GE Aviation para los motores, GKN para la estructura de cola, Spirit AeroSystems para el fuselaje compuesto, Eaton Corporation como distribuidor de sistemas hidráulicos y de generación de energía, y Astronics Advanced Electric Systems para diseñar y fabricar sistemas de distribución de energía. Israel Aerospace Industries, el primer socio internacional reclutado para el V-280, suministrará las estructuras de la góndola. La empresa hermana de Textron, TRU Simulation & Training, construirá un simulador de marketing de alta fidelidad y un entrenador de mantenimiento de escritorio.
En octubre de 2013, el Ejército de EE. UU. adjudicó un acuerdo de inversión en tecnología (TIA) a Bell para el motor basculante V-280 Valor en el marco del programa Joint Multi-Role. También se otorgaron premios a AVX Aircraft, Karem Aircraft y un equipo de Sikorsky-Boeing. El programa JMR no pretende desarrollar un prototipo para la próxima familia de vehículos, sino desarrollar tecnologías e interfaces. Los TIA otorgan a los cuatro equipos nueve meses para completar el diseño preliminar de su helicóptero, que luego el Ejército revisará y autorizará la construcción de dos demostradores competidores para volar en 2017. Si bien existe la posibilidad de una selección descendente temprana, los cuatro equipos están enfocados en las demostraciones de vuelo de 2017. Cada uno de los cuatro equipos recibió $6.5 millones del Ejército para la fase I del programa, aunque Bell está invirtiendo una cantidad no revelada de su propio dinero. El 21 de octubre de 2013, Bell presentó la primera maqueta a gran escala del V-280 Valor en la Asociación del Ejército de los Estados Unidos de 2013.
El 11 de agosto de 2014, el Ejército informó al equipo de Bell-Lockheed que habían elegido el V-280 Valor para continuar con el programa de demostración de JMR. El equipo Boeing-Sikorsky que ofrecía el SB-1 Defiant también fue elegido. El anuncio de las selecciones se hizo oficialmente el 3 de octubre de 2014, y los equipos comenzaron a construir aviones de demostración de tecnología para vuelos de prueba en 2017. Bell presentó una maqueta a escala real del V-280 Valor en el piso de AUSA 2014 para mostrar la configuración y el diseño de la plataforma de alta velocidad. Se enfoca en el escuadrón de infantería y se maneja de manera muy similar a un helicóptero en términos de agilidad a baja velocidad para tener una respuesta de cabeceo, balanceo y guiñada sin precedentes para esas operaciones. Aproximadamente del tamaño del helicóptero de carga media actual, el V-280 está diseñado para viajar el doble de rápido y el doble de lejos. Bell está lanzando estas capacidades para el movimiento en vastas áreas como el Pacífico. El director del programa dijo que se podría eliminar la necesidad de puntos avanzados de armamento y reabastecimiento y que una FOB (base de operaciones avanzada) en el centro de un país, como Afganistán, podría cubrir todo el país.
Aunque Bell vendió su participación en el programa AgustaWestland AW609 en 2011, Bell continúa trabajando en el AW609 y considera el potencial comercial para el V-280, ya que una producción militar en masa de 2000 a 4000 aviones podría reducir el costo unitario a niveles comercialmente aceptables. En 2016, Bell declaró que prefería el 609 para uso comercial y tenía la intención de ofrecer el V-280 solo para uso militar. Bell también declaró que los helicópteros convencionales no formaban parte del futuro militar de Bell.

### Prototipo

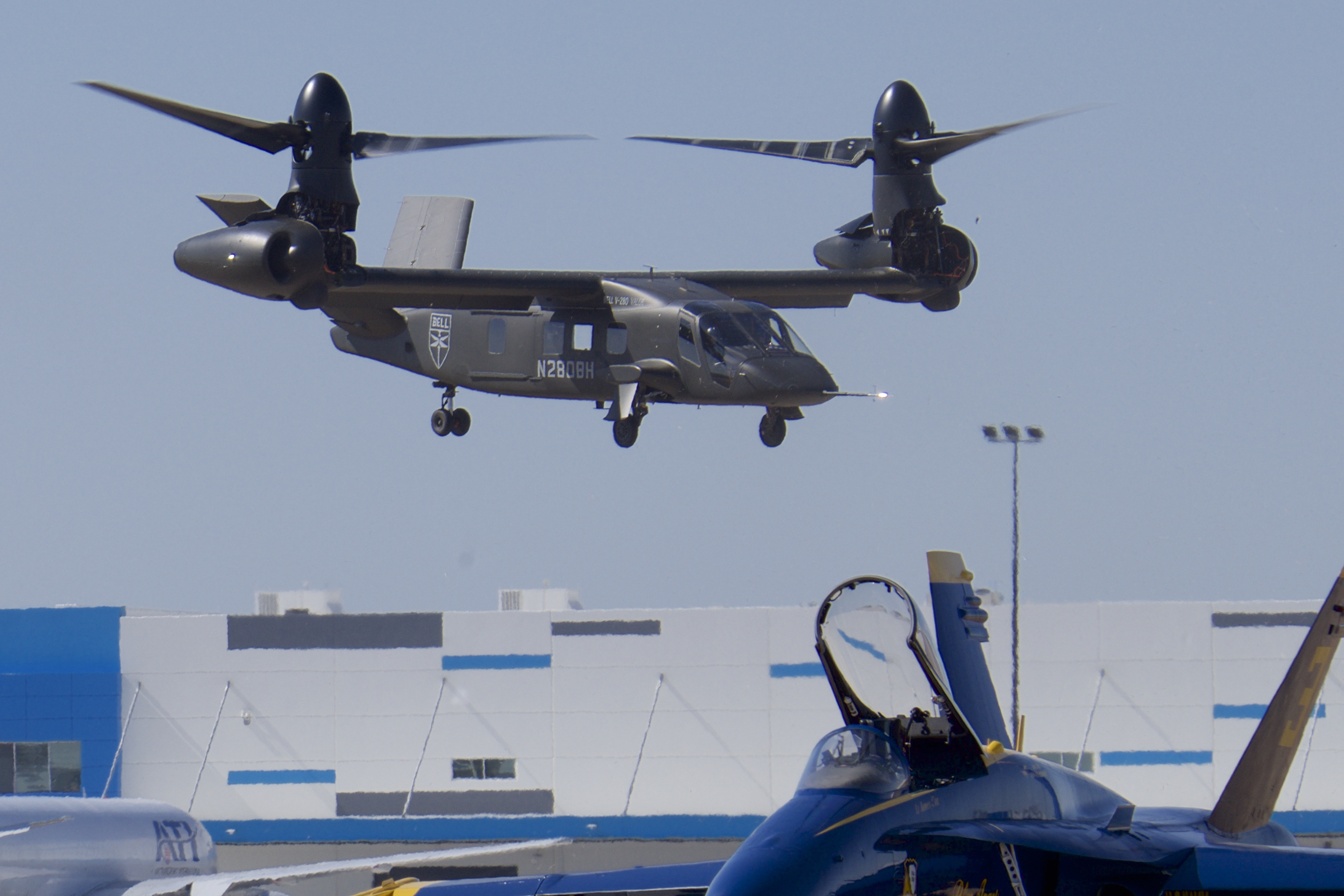
Un prototipo V-280 Valor en vuelo en el Alliance Air Show 2019, Fort Worth, TX

En junio de 2015, el subcontratista de Bell, Spirit AeroSystems, comenzó a ensamblar el fuselaje compuesto para el primer prototipo V-280 Valor, que se entregó en septiembre de 2015. En total, el diseño y la fabricación del fuselaje se completaron en solo 22 meses Aunque el V-280 está inicialmente planeado para el programa de demostración JMR, Bell no anticipa mucha diferencia entre él y una entrada final de FVL. Para enero de 2016, el demostrador V-280 estaba completo en un 23 por ciento, con el fuselaje y las alas acoplados a principios de mayo de 2016.  El avión de demostración comenzó las pruebas de vibración del suelo en Amarillo en febrero de 2017, y el avión alcanzó el 95 por ciento de finalización.
El demostrador se sometió a pruebas en tierra en octubre de 2017. Bell publicó un video el 18 de diciembre que muestra el primer vuelo con el área alrededor de los pivotes borrosa. En abril de 2018, funcionó durante 75 horas en tierra y voló durante 19 horas, hasta 80 nudos (90 mph; 150 km/h), antes de pasar a volar en avión a finales de mes. A finales de mes, alcanzó los 140 nudos (160 mph; 260 km/h) con propulsores de 60 grados. adelante, y está previsto que alcance su configuración de avión crucero con torres horizontales en verano. Alcanzó los 190 nudos (220 mph; 350 km/h) en modo crucero con hélices horizontales en mayo de 2018.
Después de 155 horas de tiempo de giro del rotor y 70 horas de vuelo, en octubre de 2018 había alcanzado los 250 nudos (290 mph; 460 km/h) al 80 % de la velocidad de crucero proprotor. Voló a un ángulo de inclinación de 45 ° a hasta 200 nudos (230 mph; 370 km/h), logró una velocidad de ascenso de 4500 pies/min (23 m/s) a 160 nudos (180 mph; 300 km/h), superó los 200 nudos (230 mph; 370 km/h) con menos del 50% de par y registró un factor de carga máxima de 1,9 g. Su vuelo más largo cubrió 370 millas (320 millas náuticas; 600 km) mientras realizaba un vuelo en ferry a Arlington, Texas para continuar con las pruebas más cerca del Ejército de los EE. UU.
Después de un año de pruebas de vuelo, alcanzó su objetivo de 280 nudos (320 mph; 520 km/h) en enero de 2019, ya que continuará ampliando su envolvente de vuelo: agilidad a baja velocidad, ángulos de alabeo y operaciones autónomas. En diciembre de 2020, el V-280 alcanzó los 305 nudos (350 mph; 565 km/h) mientras volaba durante más de 200 horas.

## Diseño

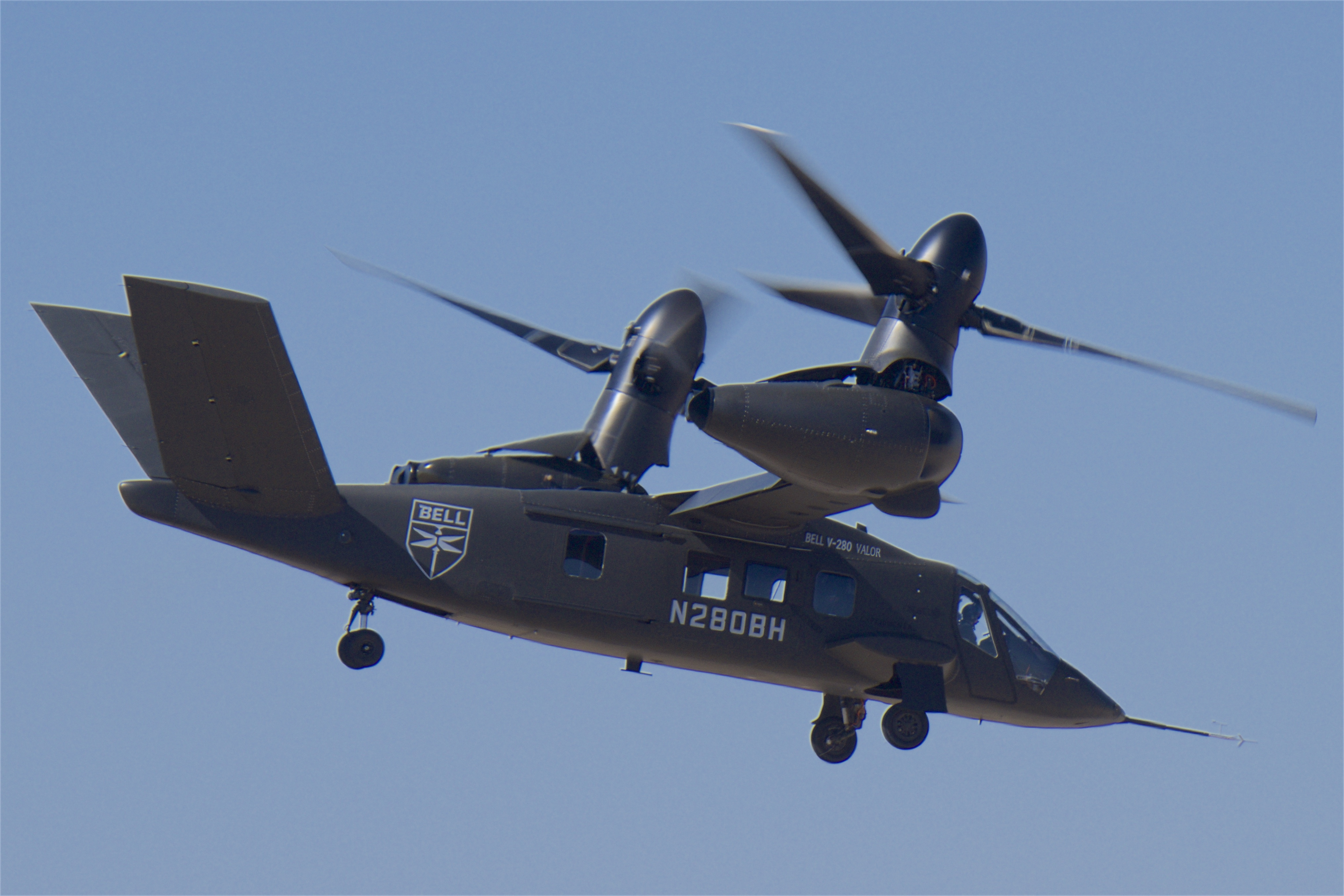
Un V-280 en vuelo con rotores inclinados en configuración de vuelo estacionario.

El V-280 está diseñado para una velocidad de crucero de 280 nudos (320 mph; 520 km/h), de ahí el nombre V-280. Tiene una velocidad máxima de 300 nudos (345 mph; 556 km/h), un alcance de 2100 millas náuticas (2400 mi; 3900 km) y un alcance efectivo de combate de 500 a 800 nmi (580 a 920 mi; 930 a 1.480 km). El peso máximo de despegue esperado es de alrededor de 30 000 libras (14 000 kg). En una gran diferencia con el rotor basculante V-22 Osprey anterior, los motores permanecen en su lugar mientras los rotores y los ejes de transmisión se inclinan. Un eje de transmisión atraviesa el ala recta, lo que permite que ambos rotores de hélice sean impulsados por un solo motor en caso de pérdida del motor. El V-280 tendrá tren de aterrizaje retráctil, un vuelo por cable triplemente redundantesistema de control y una configuración de cola en V.
Las alas están hechas de una sola sección de compuesto de polímero reforzado con fibra de carbono, lo que reduce el peso y los costes de producción. El V-280 tendrá una tripulación de cuatro personas y podrá transportar hasta 14 soldados. Los ganchos de carga dobles le darán una capacidad de elevación para transportar un obús M777A2 de 10 000 lb (4500 kg) mientras vuela a una velocidad de 150 nudos (170 mph; 280 km/h). El fuselaje es visualmente similar al del helicóptero de carga media UH-60 Black Hawk. Cuando aterriza, el ala está a más de 7 pies (2,1 m) del suelo, lo que permite que los soldados salgan fácilmente por dos puertas laterales de 6 pies (1,8 m) de ancho y que los artilleros de las puertas tengan amplios campos de tiro.
Aunque el diseño inicial es una configuración de utilidad, Bell también está trabajando en una configuración de ataque. Ya sea que las diferentes variantes del V-280 cumplan funciones de utilidad y ataque o que un solo fuselaje pueda intercambiar cargas útiles para cualquier misión, Bell confía en que la plataforma de rotor basculante Valor puede cumplir con ambas funciones. El Cuerpo de Marines de EE. UU. está interesado en tener un avión para reemplazar los helicópteros utilitarios y de ataque, pero el Ejército, que lidera el programa, no está comprometido con la idea y quiere plataformas distintas para cada misión. Bell y Lockheed afirman que una variante AV-280 puede lanzar cohetes, misiles e incluso pequeños vehículos aéreos no tripulados adelante o atrás sin interferencia del rotor, incluso en los modos de vuelo hacia adelante y de crucero con los rotores hacia adelante.
El prototipo V-280 (demostrador de concepto de vehículo aéreo, o AVCD) estaba propulsado por General Electric T64. El motor específico para la especificación de rendimiento del modelo (MPS) se desconocía en ese momento, pero tiene fondos del futuro programa de motor de turbina asequible (FATE) del Ejército. La estructura de cola en V y los timones, fabricados por GKN, proporcionarán altos niveles de maniobrabilidad y control al fuselaje. Estará hecho de una combinación de metales y materiales compuestos. Las características en el interior incluyen asientos que cargan de forma inalámbrica las radios de las tropas, gafas de visión nocturna y otros equipos electrónicos y ventanas que muestran mapas de misión tridimensionales.
Se ha puesto especial énfasis en reducir el peso del V-280 en comparación con el V-22, lo que reduciría el costo. Para hacer esto, los materiales compuestos se utilizan ampliamente en el ala, el fuselaje y la cola. Las pieles de las alas y las costillas están hechas de una construcción de "sándwich" reforzada con panal de abeja con núcleos de carbono de celdas grandes para menos piezas, más grandes y más livianas. Las pieles y las costillas se unen con pasta para eliminar los sujetadores. Con estas medidas, los costos se reducen en más del 30 por ciento en comparación con un ala V-22 a escala. Bell espera que el V-280 cueste aproximadamente lo mismo que un AH-64E o un MH-60M.  Mientras que el Osprey tiene una mayor carga de discoy menor eficiencia de vuelo estacionario que un helicóptero, el V-280 tendrá una carga de disco más baja y un ala más larga para una mayor eficiencia de vuelo estacionario y crucero.
En octubre de 2021, Bell y Rolls-Royce anunciaron conjuntamente que el motor V-280 Valor cambiaría del turboeje T64 utilizado en el prototipo a un derivado del Rolls-Royce T406 /AE 1107C utilizado en el Osprey, que se llamaría el AE 1107F. Al mismo tiempo que aumenta la potencia de 5000 a 7000 caballos de fuerza, el AE 1107 es un elemento conocido en los aviones de rotor basculante con sus dos décadas de uso anterior, lo que reduce los costos de mantenimiento y disminuye los riesgos del proyecto.

## Especificaciones
Datos de bellflight.com,
Características generales
Tripulación: 4

Capacidad: 14 efectivos

Longitud: 50,5 pies (15,4 m)

Ancho: 81,79 pies (24,93 m)

Altura: 23 pies 0 pulgadas (7 m)

Peso vacío: 18.078 libras (8.200 kg)

Peso máximo al despegue: 30.865 lb (14.000 kg)

Planta motriz: 2 × Rolls-Royce AE 1107F turboeje

Hélices: 35 pies 0 pulg (10,7 m) de diámetro
Actuación
Velocidad de crucero: 320 mph (520 km/h, 280 nudos)

Combat range: 580–920 mi (930–1,480 km, 500–800 nmi)

Alcance del ferry: 2400 mi (3900 km, 2100 nmi)

Techo de servicio: 6000 pies (1800 m); en vuelo estacionario sin efecto suelo a 35 °C (95 °F)

Carga del disco: 16 lb/sq ft (78 kg/m2)